# Maria Munter
Maria Munter, ook wel Maria Munters genoemd (gedoopt Amsterdam, 11 januari 1637 – aldaar, juli 1688) was een regentes van het Burgerweeshuis in Amsterdam.

## Biografie
Maria Munter werd geboren in Amsterdam als dochter van Joan Munter en Margaretha Geelvinck. Ze werd Remonstrants gedoopt. Ze trouwde in 1668, op 31-jarige leeftijd, met Isaac Jan Nijs, weduwnaar van Susanna van Collen. Nijs was bewindhebber van de West-Indische Compagnie. Het echtpaar kreeg drie dochters. Hun dochter Margaretha Cecilia Nijs trouwde met haar neef Jan Trip van Berckenrode, directeur van de Sociëteit van Suriname.
Maria Munter was van 1674 tot aan haar overlijden, in 1688, regentes van het Burgerweeshuis in Amsterdam. In 1683 werd ze met haar mede-regentessen geportretteerd door Adriaen Backer. Het schilderij bevindt zich in de collectie van het Amsterdam Museum, dat gevestigd is in het gebouw van het voormalige Burgerweeshuis aan de Kalverstraat. Ook haar zussen Agatha, Sara en Margaretha Munter zijn regentes geweest; Agatha van het Leprozenhuis, Sara van de Gasthuizen en Margaretha van het Oude Mannen- en Vrouwengasthuis in Amsterdam.
Maria Munter overleed in 1688. Ze werd begraven in de Engelmunduskerk in Velsen-Zuid, gelijktijdig met haar 11-jarige dochter Sara Agatha. Ook haar echtgenoot en diens eerste vrouw Susanna van Collen werden in deze kerk begraven. De grafstenen met de familiewapens Nijs-Van Collen en Nijs-Munter zijn nog aanwezig.

## Wetenswaardigheid
Kunstenares Natasja Kensmil portretteerde Maria Munter in 2020 in haar negenluik Monument der Regentessen, dat door het Amsterdam Museum werd aangekocht.